# حق رأی زنان در کویت
اولین لایحه ای که به زنان در کویت حق رای می‌داد در سال ۱۹۶۳ به پارلمان کویت ارائه شد. که در نهایت به دلیل فشار خاندان حاکم آل صباح لغو شد. لایحه‌ها تا سال‌های ۱۹۸۵ و ۱۹۸۶ رد می‌شدند. پس از آن کویت به شدت درگیر جنگ عراق و ایران شد و همزمان زنان خواستار به رسمیت شناختن تلاش‌هایشان در حفظ عملکرد خانواده و جامعه شدند. مجلس موافقت کرد و در نهایت اولین زن در سال ۱۹۹۳(۱۳۷۲) به عنوان سفیر خلیج فارس منصوب شد. در سال ۱۹۹۶، ۵۰۰ زن برای نشان دادن همبستگی در حق رای خود به مدت یک ساعت دست از کار کشیدند و تظاهرات در طول ۶ سال بعد ادامه یافت. در مه ۱۹۹۹ فرمانی که به زنان حق رای دادن و نامزدی را می‌داد توسط امیر صادر شد؛ اما ۶ ماه بعد مجدداً توسط مجلس رد و نقض شد.
در انتخابات سال ۲۰۰۳، زنان برگه‌های رای ساختگی ایجاد کردند که «به صدها زن اجازه می‌داد تا به نامزدهای واقعی رأی دهند». در مارس ۲۰۰۵، ۱۰۰۰ نفر پارلمان کویت را محاصره کردند و در ۱۷ مه، لایحه ای با ۳۷ رای موافق و ۲۱ رای مخالف به تصویب رسید که به زنان کویتی حق رای دادن و نامزدی برای یک منصب انتخابی اعطا شد. چهار سال بعد، در مه ۲۰۰۹، چهار نامزد زن در انتخابات عمومی توانستند از پنجاه کرسی موجود، ۴ کرسی در پارلمان به دست آوردند. اگرچه این رقم ۸ درصد پارلمان بود، اما در انتخابات سال ۲۰۱۳، هیچ زنی به مجلس فعلی راه پیدا نکرد و آخرین زنی که انتخاب شد در مه ۲۰۱۴ استعفا داد. صفا آل هاشم اولین و تنها زنی بود که در دو دوره متوالی پارلمان کویت در سال‌های ۲۰۱۲ و ۲۰۱۶ انتخاب شد، اما کرسی خود را در انتخابات ۲۰۲۰ از دست داد.

## تاریخچه
پس از استقلال کویت در سال ۱۹۶۱، پارلمان کویت قوانین جدیدی را تصویب کرد که رای دادن را به افرادی که مرد بودند، بالای ۲۱ سال، و خانواده آنها قبل از سال ۱۹۲۰ در کویت زندگی می‌کردند، محدود می‌کرد. زنان از اولین کلاس فارغ‌التحصیلی در دانشگاه‌های مختلف در سراسر کویت با هم متحد شدند تا جامعه فرهنگی اجتماعی زنان را در سال ۱۹۶۳ ایجاد کنند. هدف آنها افزایش آگاهی در مورد مسائل زنان بود، اما مهم‌تر از آن، تقویت زنان کویتی و دادن فرصت به آنها برای موفقیت. زنان کویتی در مقایسه با کشورهای همسایه نزدیک خود از آزادی‌های بسیار بیشتری مانند دسترسی به آموزش عالی برخوردار بودند.

### حق رای زنان در سال ۱۹۸۵ و ۲۰۰۵
این حق در سال ۲۰۰۵ زنان را نیز تحت خود قرار داد. هنگامی که رای دادن برای اولین بار در کویت در سال ۱۹۸۵ معرفی شد، زنان کویتی حق رای داشتند. این حق بعداً حذف شد و در سال ۲۰۰۵ به زنان کویتی دوباره حق رای داده شد.

## جنبش حق رای زنان
در سال ۱۹۷۳، پارلمان لایحه‌ای را بررسی کرد که به زنان حق رای و نامزدی می‌داد، که در نهایت به دلیل فشار ارتدوکس‌ها در سراسر جهان لغو شد. بیش از ۱۰ سال بعد در سال ۱۹۸۴، زمانی که امیر فعلی (جابر صباح) و نخست‌وزیر (ولیعهد سعد صباح) اعلام کردند که طرفدار لایحه حق رای زنان هستند، به نظر می‌رسید که جنبش تا حدی مورد حمایت قرار گرفت. لوایح مختلف به ترتیب تا سال‌های ۱۹۸۵ و ۱۹۸۶ رد می‌شد و تا زمانی که این لایحه تغییر کرد، بالاترین مقامی که یک زن کویتی می‌توانست در دولت داشته باشد، دستیار وزیر بود. در اواخر دهه ۱۹۸۰ و ۱۹۹۰، کویت به شدت درگیر جنگ عراق و ایران شد. با درگیر شدن در جنگ، تبدیل شدن زنان به داوطلبان بیمارستان و حتی فراتر رفتن از مرزها برای قاچاق مواد غذایی و اقلام ضروری برای خانواده‌هایشان حیاتی شد. از آنجایی که زنان ابتکار عمل را به دست گرفتند، آنها همچنین خواستار تقدیر و قدردانی از تلاش‌های خود شدند. مجلس موافقت کرد و سرانجام در سال ۱۹۹۳ اولین زن به عنوان سفیر خلیج فارس منصوب شد. با این حال، طبق قانون اساسی کویت، پارلمان اجازه داشت امیر را رد کند و این کار را هم کرد. اما برای یک دوره ۶ ماهه زنان حق رای داشتند. متأسفانه در این مدت هیچ انتخاباتی برگزار نشد تا اینکه امیر سرنگون شد.